# Форест Грифин
Форест Грифин (на английски език – Forrest Griffin) е бивш американски ММА боец, член на Залата на славата на UFC, треньор в академията UFC. Грифин е бивш Световен шампион в лека-тежка категория на UFC, титла която печели на 5 юли 2008 година, по време на турнира UFC 86, побеждавайки дотогавашният шампион Куинтън Джаксън. Двубоя е определен като „Битката на вечерта“. Той успява да задържи титлата в продължение на 175 дни.
Форест Грифин е победител в първия сезон на бойното реалити на UFC – The Ultimate Fighter.

## Ранни години
Грифин е с ирландски произход, като завършва гимназията в град Огъста, щата Джорджия. По-късно завършва бакалавърска степен по политически науки в университета на Джорджия. Докато посещава университета, Грифин служи и като полицейски служител в шерифската служба на окръг Ричмънд, Джорджия. Той също е служил и като патрулен офицер в полицията на университета в Джорджия.
Започва активно да тренира в „The HardCore Gym“ в град Атънс в продължение на седем години, като е обучаван основно от треньорите Адам и Рори Сингър. По-късно напусна органите на реда, за да продължи кариера си основно в ММА спорта. Той става част от проекта „The Ultimate Fighter“ на новите собственици на UFC Zuffa Inc.(което се явява реалити предаване), като печели първия сезон на шоуто. Във финала на турнира той се бори и побеждава Стивън Бонар, който двубой придибова изключителна популярност и е широко признат за истински наистина голям старт и началото на настоящия успех на шампионата UFC. Отново участва в шоуто, като става треньор в „The Ultimate Fighter 7“, заставайки срещу своя познат противник Куинтън Джаксън.